# Epicephala bromias
Epicephala bromias là một loài bướm đêm thuộc họ Gracillariidae. Nó được tìm thấy ở Ấn Độ (West Bengal).